# Joueur et entraîneur français de l'année
Le prix du Joueur français et entraineur français de l'année sont deux récompenses de football décernée annuellement par le magazine français France Football depuis 1958. À l'origine, seuls les joueurs français évoluant en France étaient éligibles, mais à partir de 1996, la récompense est ouverte aux joueurs français évoluant à l'étranger. Depuis 2001, les anciens vainqueurs élisent le joueur de l'année,.

## Joueur de l'année
| Année                                                         | Joueurs                                              | Club                                                 |
| ------------------------------------------------------------- | ---------------------------------------------------- | ---------------------------------------------------- |
| 1958                                                          | Maurice Lafont                                       | Nîmes Olympique                                      |
| 1959                                                          | Jules Sbroglia                                       | Angers SCO                                           |
| 1960                                                          | Raymond Kopa                                         | Stade de Reims                                       |
| 1961                                                          | Mahi Khennane                                        | Stade rennais                                        |
| 1962                                                          | André Lerond                                         | Stade Français                                       |
| 1963                                                          | Yvon Douis                                           | AS Monaco                                            |
| 1964                                                          | Marcel Artelesa                                      | AS Monaco                                            |
| 1965                                                          | Philippe Gondet                                      | FC Nantes                                            |
| 1966                                                          | Philippe Gondet (2)                                  | FC Nantes                                            |
| 1967                                                          | Bernard Bosquier                                     | AS Saint-Étienne                                     |
| 1968                                                          | Bernard Bosquier (2)                                 | AS Saint-Étienne                                     |
| 1969                                                          | Hervé Revelli                                        | AS Saint-Étienne                                     |
| 1970                                                          | Georges Carnus                                       | AS Saint-Étienne                                     |
| 1971                                                          | Georges Carnus (2)                                   | AS Saint-Étienne / Olympique de Marseille            |
| 1972                                                          | Marius Trésor                                        | Ajaccio / Olympique de Marseille                     |
| 1973                                                          | Georges Bereta                                       | AS Saint-Étienne                                     |
| 1974                                                          | Georges Bereta (2)                                   | AS Saint-Étienne                                     |
| 1975                                                          | Jean-Marc Guillou                                    | Angers SCO / OGC Nice                                |
| 1976                                                          | Michel Platini                                       | AS Nancy-Lorraine                                    |
| 1977                                                          | Michel Platini (2)                                   | AS Nancy-Lorraine                                    |
| 1978                                                          | Jean Petit                                           | AS Monaco                                            |
| 1979                                                          | Maxime Bossis                                        | FC Nantes                                            |
| 1980                                                          | Jean-François Larios                                 | AS Saint-Étienne                                     |
| 1981                                                          | Maxime Bossis (2)                                    | FC Nantes                                            |
| 1982                                                          | Alain Giresse                                        | FC Girondins de Bordeaux                             |
| 1983                                                          | Alain Giresse (2)                                    | FC Girondins de Bordeaux                             |
| 1984                                                          | Jean Tigana                                          | Girondins de Bordeaux                                |
| 1985                                                          | Luis Fernandez                                       | Paris Saint-Germain                                  |
| 1986                                                          | Manuel Amoros                                        | AS Monaco                                            |
| 1987                                                          | Alain Giresse (3)                                    | Olympique de Marseille                               |
| 1988                                                          | Stéphane Paille                                      | FC Sochaux                                           |
| 1989                                                          | Jean-Pierre Papin                                    | Olympique de Marseille                               |
| 1990                                                          | Laurent Blanc                                        | Montpellier                                          |
| 1991                                                          | Jean-Pierre Papin (2)                                | Olympique de Marseille                               |
| 1992                                                          | Alain Roche                                          | AJ Auxerre Paris Saint-Germain                       |
| 1993                                                          | David Ginola                                         | Paris Saint-Germain                                  |
| 1994                                                          | Bernard Lama                                         | Paris Saint-Germain                                  |
| 1995                                                          | Vincent Guérin                                       | Paris Saint-Germain                                  |
| 1996                                                          | Didier Deschamps                                     | Juventus                                             |
| 1997                                                          | Lilian Thuram                                        | Parma                                                |
| 1998                                                          | Zinedine Zidane                                      | Juventus                                             |
| 1999                                                          | Sylvain Wiltord                                      | FC Girondins de Bordeaux                             |
| 2000                                                          | Thierry Henry                                        | Arsenal                                              |
| 2001                                                          | Patrick Vieira                                       | Arsenal                                              |
| 2002                                                          | Zinedine Zidane (2)                                  | Real Madrid                                          |
| 2003                                                          | Thierry Henry (2)                                    | Arsenal                                              |
| 2004                                                          | Thierry Henry (3)                                    | Arsenal                                              |
| 2005                                                          | Thierry Henry (4)                                    | Arsenal                                              |
| 2006                                                          | Thierry Henry (5)                                    | Arsenal                                              |
| 2007                                                          | Franck Ribéry                                        | Olympique de Marseille                               |
| 2008                                                          | Franck Ribéry (2)                                    | Bayern Munich                                        |
| 2009                                                          | Yoann Gourcuff                                       | Girondins de Bordeaux                                |
| 2010                                                          | Samir Nasri                                          | Arsenal                                              |
| 2011                                                          | Karim Benzema                                        | Real Madrid                                          |
| 2012                                                          | Karim Benzema (2)                                    | Real Madrid                                          |
| 2013                                                          | Franck Ribéry (3)                                    | Bayern Munich                                        |
| 2014                                                          | Karim Benzema (3)                                    | Real Madrid                                          |
| 2015                                                          | Blaise Matuidi                                       | Paris Saint-Germain                                  |
| 2016                                                          | Antoine Griezmann                                    | Atlético Madrid                                      |
| 2017                                                          | N'Golo Kanté                                         | Chelsea                                              |
| 2018                                                          | Kylian Mbappé                                        | Paris Saint-Germain                                  |
| 2019                                                          | Kylian Mbappé (2)                                    | Paris Saint-Germain                                  |
| 2020                                                          | Edition annulée en raison de la pandémie du Covid 19 | Edition annulée en raison de la pandémie du Covid 19 |
| 2021                                                          | Karim Benzema (4)                                    | Real Madrid                                          |
| Le format d'année civile est remplacé par un format de saison |                                                      |                                                      |
| 2022-2023                                                     | Kylian Mbappé (3)                                    | Paris Saint-Germain                                  |
| 2023-2024                                                     | Kylian Mbappé (4)                                    | Paris Saint-Germain / Real Madrid                    |

## Joueur du siècle
À la fin du XXe siècle, le magazine élit le Joueur français du siècle, remporté par Michel Platini. 
| Rank | Joueur            | Votes |
| ---- | ----------------- | ----- |
| 1    | Michel Platini    | 143   |
| 2    | Zinedine Zidane   | 121   |
| 3    | Raymond Kopa      | 88    |
| 4    | Laurent Blanc     | 28    |
| 5    | Just Fontaine     | 22    |
| 6    | Marius Trésor     | 17    |
| 7    | Alain Giresse     | 15    |
| 8    | Jean-Pierre Papin | 12    |
| 9    | Didier Deschamps  | 9     |
| 10   | Eric Cantona      | 8     |

## Entraîneur de l'année
Chaque année, France Football élit le meilleur entraîneur français de l'année. Le jury est composé d'anciens lauréats. 
- 1970 : Albert Batteux
- 1970 : Mario Zatelli
- 1971 : Kader Firoud
- 1971 : Jean Prouff
- 1972 : Jean Snella
- 1973 : Robert Herbin
- 1974 : Pierre Cahuzac
- 1975 : Georges Huart
- 1976 : Robert Herbin (2)
- 1977 : Pierre Cahuzac (2)
- 1978 : Gilbert Gress
- 1979 : Michel Le Milinaire
- 1980 : René Hauss
- 1981 : Aimé Jacquet
- 1982 : Michel Hidalgo
- 1983 : Michel Le Milinaire (2)
- 1984 : Aimé Jacquet (2)
- 1985 : Jean-Claude Suaudeau
- 1986 : Guy Roux
- 1987 : Jean Fernandez
- 1988 : Guy Roux (2)
- 1989 : Gérard Gili
- 1990 : Henryk Kasperczak
- 1991 : Daniel Jeandupeux
- 1992 : Jean-Claude Suaudeau (2)
- 1993 : Jean Fernandez (2)
- 1994 : Jean-Claude Suaudeau (3)
- 1995 : Francis Smerecki
- 1996 : Guy Roux (3)
- 1997 : Jean Tigana
- 1998 : Aimé Jacquet (3)
- 1999 : Élie Baup
- 2000 : Alex Dupont
- 2001 : Vahid Halilhodžić
- 2002 : Jacques Santini
- 2003 : Didier Deschamps
- 2004 : Paul Le Guen
- 2005 : Claude Puel
- 2006 : Pablo Correa
- 2007 : Pablo Correa (2)
- 2008 : Arsène Wenger
- 2009 : Laurent Blanc
- 2010 : Didier Deschamps (2)
- 2011 : Rudi Garcia
- 2012 : René Girard
- 2013 : Rudi Garcia (2)
- 2014 : Rudi Garcia (3)
- 2015 : Laurent Blanc (2)
- 2016 : Zinedine Zidane
- 2017 : Zinedine Zidane (2)
- 2018 : Didier Deschamps (3)
- 2019 : Christophe Galtier
- 2020 : Edition annulée en raison de la pandémie du Covid 19
- 2021 : Christophe Galtier (2)
- 2022-2023 : Franck Haise
- 2023-2024 : Éric Roy[6]